# Караулов Ігор Олександрович
Ігор Олександрович Караулов (рос. Игорь Александрович Караулов; нар. 11 лютого 1966, Москва) — російський поет, перекладач і публіцист, представник «Z-поезії».

## Біографія
Ігор Караулов народився 11 лютого 1966 року в Москві. Закінчив кафедру геохімії ландшафтів і географії ґрунтів географічного факультету Московського державного університету імені М. В. Ломоносова (1983-1988). Займався в «Лабораторії першої книги» при Московській письменницькій організації, якою керувала Ольга Чугай.
Учасник поетичного проєкту на Венеційській бієнале мистецтв, 2009.
З листопада 2012 по лютий 2016 року — колумніст газети «Вісті».
У 2022 році під час російського вторгнення в Україну виступив із концертами в рамках марафону на підтримку нападу «Za Росію». Пізніше Караулов був внесений ФБК до списку корупціонерів і розпалювачів війни за участь у концерті на підтримку війни з Україною. 1 червня 2022 року Латвія заборонила в'їзд у країну Караулову за підтримку і виправдання агресії Росії в Україні.

## Сім'я
Одружений, має двох дітей.

## Творчість
Поет, перекладач. Автор чотирьох поетичних книжок. Публікувався в журналах «Знамя», «Аріон», «Мережева поезія», «Новий берег», «ШО», «Повітря», «Критична маса», «Нова шкіра» тощо.

### Публікації

#### Книги
- Перепад напруги. — Перепад напряжения. — СПб.: Геликон +, Амфора, 2003
- Продавці прянощів. — Продавцы пряностей: Стихи. — М.: Ракета, 2006. — 134 с. — ISBN 5-903064-06-X
- Завзятість маніяка. — Упорство маньяка. — СПб.: ПРОЗАиК, Геликон +, 2010. — 364 с.[10]
- Кінець ночі. — Конец ночи. — М.: Издательство «СТиХИ», 2017[11]
- Ау-ау. — Ау-ау. Стихи 2017 года.- М.: Воймега, 2018. — 120 с. — ISBN 978-5-6040915-9-3[12]
- Смирнов, Караулов, Данилов: Російські верлібри. — Смирнов, Караулов, Данилов: Русские верлибры — Издательство: Флюид, 2019 г. — 256 с. — ISBN 978-5-906827-59-3
- Важкий вік століття. — Трудный возраст века. — Издательство: Городец-Флюид, 2020 г. — 224 с. — ISBN 978-5-907220-44-7
- День святого Валентина. — День святого Валентина. — СПб.; М.: Издательство: RUGRAM_Пальмира, 2021. — 139 с. — ISBN 978-5-517-02875-4
- Моя сторона історії. — Моя сторона истории. — СПб.: Питер, 2022. — «КПД» — 160 с. ISBN 978-5-00116-876-8

#### Окремі публікації
- Зараза-пісенька. — Зараза-песенка // Воздух. — 2006. — № 1.

## Нагороди
- Лауреат Григорівської поетичної премії (2011, 3 місце)[13].